# Elias Schad
Pour les articles homonymes, voir Schad.
Élie ou Elias Schad (parfois orthographié Schade, Schadeus ou Schadæus en latin), né vers 1541 à Bad Liebenwerda en Saxe, et mort en 1593 à Strasbourg en Basse-Alsace, est un pasteur luthérien, imprimeur et universitaire hébraïsant.

## Biographie
Originaire de l’Électorat de Saxe et docteur en théologie, Elias Schad s'établit à Strasbourg en 1570 puis devient diacre à l’église Sainte-Aurélie dans laquelle, la même année, il épouse Agnete, fille de Leonhart Luckhart (ou Luckert) de Calw. Schad est fait citoyen de la ville de Strasbourg après en avoir acheté le droit de bourgeoisie en 1571.
Il semble s’intéresser au courant anabaptiste, proscrit sur le territoire strasbourgeois, en infiltrant un rassemblement nocturne dans la forêt d’Eckbolsheim en 1576 auquel participent deux cent fidèles venus d’Alsace, de Suisse voire de Moravie. Alors qu’il assiste aux discussions entre les organisateurs de la réunion clandestine, Schad engage un débat sur la question du baptême : malgré sa présence dans cette « église de la forêt », il demeure luthérien.
En 1577, il devient pasteur de l'église Saint-Pierre-le-Vieux à la suite du décès d’Isaac Kessler et exerce cette fonction jusqu’à sa nomination comme professeur d’hébreu au Gymnase (actuelle Université de Strasbourg) en 1586, année durant laquelle son fils Oseas voit le jour. À partir de 1589, Elias Schad enseigne également la théologie puis fonde un atelier d’imprimerie qui utilise des caractères hébraïques pour son propre usage et qu'il aurait pu concevoir lui-même.
Ayant converti deux Juifs au protestantisme en 1581 (Josheyl bar Mardochei, baptisé alors Michael Christenn, et une femme appelée Susanna), il souhaite susciter d’autres conversions. Il aspire alors à traduire en yiddish ou en allemand translittéré en caractères hébraïques une partie du Nouveau Testament ainsi que des extraits choisis de l'Ancien. Dans cette optique, Schad fait imprimer à ses frais et avec ses propres caractères hébraïques deux ouvrages chez Jost Martin en 1591 : Grammatica linguæ sanctæ, puis Oratio de linguæ sanctæ origine. Assurant la prédication à la cathédrale Notre-Dame de Strasbourg depuis 1581, il prononce en particulier trois sermons sur la conversion des Juifs qu’il fait imprimer chez Simon Meyer en 1592 sous le titre Mysterium. La même année, il publie Fünf Bücher des Neuen Testaments, traduction en yiddish, ou plus précisément translittération en caractères hébraïques, de quelques extraits de l’Ancien Testament et de cinq livres du Nouveau Testament d'après la version allemande que Luther avait réalisée.
Il s'inscrit alors dans la lignée des savants chrétiens hébraïsants de la Renaissance comme Paul Fagius qui, dans les années 1540, a traduit en latin des sources juives et a imprimé des ouvrages en hébreu. Elias Schad décède à Strasbourg le 19 novembre ou le 3 décembre 1593.

## Œuvres principales
- Form und Proceß, so gehalten bei der Tauff einer jüdischen Jungfrau den 25. Juli, so dann auch eines jüdischen Jünglings, den 28. Septemb. Anno 81 zum Alten S. Peter in Straßburg, Strasbourg, imprimé chez Bernhard Jobin, 1582 ;
- De obitu Ioannis Henichii Zorbicensis, pietate, eruditione & virtute præstantis viri, Strasbourg, imprimé chez Nicolaus Vayriot, 1583 ;
- Christliche Frag und Antwort für die jugend und andere gemeyne Christen, die zum H. Abendmal gehen wöllen, Strasbourg, imprimé chez Thiebolt Berger, 1584 ;
- Synopsis Joelis prophetæ præcipuorum locorum et rerum exipsius Scholiis Theologicis excerpta, et ad disputandum proposita [écrit avec Leonhard Hutter], Strasbourg, imprimé chez Antoine Bertram, 1587 ;
- Grammatica linguæ sanctæ, ex optimis quibusque authoribus hebræis et latinis collecta et concinnata (dans Münchener DigitalisierungsZentrum), Strasbourg, imprimé chez Jost Martin, 1591 ;
- Oratio de linguæ sanctæ origine, progressu, et varia fortuna, ad nostrum usque sæculum, Strasbourg, imprimé chez Jost Martin, 1591 ;
- Alphabetum Hebraicum, cum succincta et perspicua ratione cognoscendi, pingendi et discernendi literas iungendi Syllabas et legendi exercitio (dans Gallica), Strasbourg, imprimé chez Elias Schad, 1591 ;
- Theses de nominum impositione, et dulcissimo nomine Iesu. Conscriptae & ad disputandum (dans Münchener DigitalisierungsZentrum), Strasbourg, imprimé chez Antoine Bertram, 1591 ;
- Epitaphium Hebræolatinum, Reverendo & clariss: viro. D. Erasmo Marbachio, S. Theologiæ D. & Professori in Academia Argentinensi, condiscipulo, Collegæ, Com: & Amico suo p.m. ergo Scriptum, Strasbourg, imprimé chez Elias Schad, 1592 ;
- Fünf Bücher des Neuen Testaments (dans Buch-Viewer der Österreichischen Nationalbibliothek), Strasbourg, imprimé chez Elias Schad, 1592 ;
- Mysterium, das ist Geheimnis S. Pauli Röm, am II von Bekehrung der Juden, außgelegt und geprediget zu Straßburg im Münster, Strasbourg, imprimé chez Simon Meyer, 1592 ;
- Judicium de Theophrasti Paracelsi scriptis Theologicis (dans Münchener DigitalisierungsZentrum), Strasbourg, imprimé chez Conrad Scher, 1616.